# Lampertice
Lampertice är en ort i Tjeckien.   Den ligger i distriktet Okres Trutnov och regionen Hradec Králové, i den nordöstra delen av landet, 130 km nordost om huvudstaden Prag. Lampertice ligger 513 meter över havet och antalet invånare är 454.
Terrängen runt Lampertice är huvudsakligen kuperad, men den allra närmaste omgivningen är platt.Runt Lampertice är det ganska tätbefolkat, med 75 invånare per kvadratkilometer. Närmaste större samhälle är Trutnov, 11,8 km söder om Lampertice. I omgivningarna runt Lampertice växer i huvudsak blandskog.